# Heterischnus solitarius
Heterischnus solitarius är en stekelart som först beskrevs av Heinrich Habermehl 1917.
Heterischnus solitarius ingår i släktet Heterischnus och familjen brokparasitsteklar. Inga underarter finns listade i Catalogue of Life.